# レイ・ウィルソン (オーストラリアンフットボール)
レイ・ウィルソン（Ray Wilson、1945年1月21日 - ）は、元オーストラリアンフットボールの選手。ヴィクトリア・フットボール・リーグ（VFL; 現オーストラリア・フットボール・リーグ）のホーソーンフットボールクラブで活動した。
ウィング選手であり、1966年にホーソーンフットボールクラブでデビューし、ホーソーンのシーズンベストプレーヤー賞を受ける。ホーソーンの1971年のVFLグランドファイナルではインターチェンジベンチでプレイし、セントキルダを降した。